# Honda Grand Prix of St. Petersburg
A Honda Grand Prix of St. Petersburg egy IndyCar Series verseny, amit a floridai St. Petersburg utcáin és repterének kifutópályáján kialakított pályán rendeznek meg.

## Történelem
Először 1985-ben rendeztek versenyt St. Petersburg utcáin, méghozzá az SCCA Trans-Am Series bajnokság és 1990-ig voltak Trans-Am versenyek, ezután a nagy zajra érkezett panaszok miatt inkább nem rendeztek több versenyt egy ideig. A Tamp Bay pályán viszont az IMSA rendezett versenyt, de csak két alkalommal 1989-ben és 1990-ben.
1996-ban és 1997-ben ismét rendeztek St. Petersburg-ban, de a ezúttal a város egy másik részén jelölték ki a pályát. A Trans-Am Series-hez hasonlóan rendezett versenyzett a U.S. FF2000, a Speed World Challenge, a Spec Racer Ford és a Barber Pro Series. A vonalvezetés nem tetszett a versenyzőknek, ezért elég hamar elhagyták St. Pete-et.
2003-ban rendeztek ismét versenyt, méghozzá a Champ Car évnyitó futam volt, a versenyt az 1985 és 1990 között használt nyomvonal kissé módosított változatán rendezték meg.
2004-ben viszont a promotálás körében támadt problémák miatt nem rendeztek versenyt. 2005-ben ismét volt verseny, de ezúttal az IndyCar Series futama volt, ráadásul az IRL IndyCar Series ekkor versenyzett először nem ovál pályán. 2007-től az American Le Mans Series is rendezett versenyeket St.Pete-ben.
2008-ban az Andretti Green Promotions bejelentette, hogy 2013-ig meghosszabbították az IndyCar verseny szerződését továbbhosszabbítási lehetőséggel 2014-ig.

## Győztesek
| Szezon            | Dátum             | Győztes versenyző | Karosszéria       | Motor             | Csapat                     | Összefoglaló      |
| CART World Series | CART World Series | CART World Series | CART World Series | CART World Series | CART World Series          | CART World Series |
| ----------------- | ----------------- | ----------------- | ----------------- | ----------------- | -------------------------- | ----------------- |
| 2003              | Február 23.       | Paul Tracy        | Lola              | Ford-Cosworth     | Forsythe Racing            | Összefoglaló      |
| IndyCar Series    |                   |                   |                   |                   |                            |                   |
| 2005              | Április 3.        | Dan Wheldon       | Dallara           | Honda             | Andretti Green Racing      | Összefoglaló      |
| 2006              | Április 2.        | Hélio Castroneves | Dallara           | Honda             | Team Penske                | Összefoglaló      |
| 2007              | Április 1.        | Hélio Castroneves | Dallara           | Honda             | Team Penske                | Összefoglaló      |
| 2008              | Április 6.        | Graham Rahal      | Dallara           | Honda             | Newman/Haas Racing         | Összefoglaló      |
| 2009              | Április 5.        | Ryan Briscoe      | Dallara           | Honda             | Team Penske                | Összefoglaló      |
| 2010              | Március 29.[A]    | Will Power        | Dallara           | Honda             | Team Penske                | Összefoglaló      |
| 2011              | Március 27.       | Dario Franchitti  | Dallara           | Honda             | Target Chip Ganassi Racing | Összefoglaló      |

↑ A:  A 2010-es versenyt a nagy esőzés miatt egy nappal későbbre halasztották

### Firestone Indy Lights Series
| Szezon | Dátum                        | Győztes versenyző | Karosszéria | Motor    |
| ------ | ---------------------------- | ----------------- | ----------- | -------- |
| 2005   | Április 3.                   | Marco Andretti    | Dallara     | Infiniti |
| 2006   | Április 1. (Első verseny)    | Raphael Matos     | Dallara     | Infiniti |
| 2006   | Április 2. (Második verseny) | Raphael Matos     | Dallara     | Infiniti |
| 2007   | Március 31. (Első verseny)   | Alex Lloyd        | Dallara     |          |
| 2007   | Április 1. (Második verseny) | Alex Lloyd        | Dallara     |          |
| 2008   | Április 5. (Első verseny)    | Raphael Matos     | Dallara     |          |
| 2008   | Április 6. (Második verseny) | Richard Antinucci | Dallara     |          |
| 2009   | Április 4. (Első verseny)    | Junior Strous     | Dallara     |          |
| 2009   | Április 5. (Második verseny) | Junior Strous     | Dallara     |          |
| 2010   | Március 28.                  | Jean Karl Vernay  | Dallara     |          |
| 2011   | Március 27.                  | Josef Newgarden   | Dallara     |          |

### American Le Mans Series
Összetett verseny győztese vastagal jelölve.
| Szezon | LMP1 győztes csapat          | LMP2 győztes csapat         | GT1 győztes csapat           | GT2 győztes csapat             | Összefoglaló |
| Szezon | LMP1 győztes versenyzők      | LMP2 győztes versenyzők     | GT1 győztes versenyzők       | GT2 győztes versenyzők         | Összefoglaló |
| ------ | ---------------------------- | --------------------------- | ---------------------------- | ------------------------------ | ------------ |
| 2007   | #1 Audi Sport North America  | #6 Team Penske              | #4 Corvette Racing           | #62 Risi Competizione          | Összefoglaló |
| 2007   | Rinaldo Capello Allan McNish | Sascha Maassen Ryan Briscoe | Oliver Gavin Olivier Beretta | Mika Salo Jaime Melo           | Összefoglaló |
| 2008   | #2 Audi Sport North America  | #7 Team Penske              | #4 Corvette Racing           | #71 Tafel Racing               | Összefoglaló |
| 2008   | Marco Werner Lucas Luhr      | Timo Bernhard Romain Dumas  | Olivier Beretta Oliver Gavin | Dominik Farnbacher Dirk Müller | Összefoglaló |
| 2009   | #9 Patrón Highcroft Racing   | #15 Lowe's Fernández Racing | Nem volt résztvevő           | #45 Flying Lizard Motorsports  | Összefoglaló |
| 2009   | David Brabham Scott Sharp    | Adrian Fernández Luis Díaz  | Nem volt résztvevő           | Patrick Long Jörg Bergmeister  | Összefoglaló |

### SCCA Trans-Am
- 1985 Willy T. Ribbs
- 1986 Pete Halsmer
- 1987 Scott Pruett
- 1988 Walter Röhrl
- 1989 Irv Hoerr
- 1990 Chris Kneifel
- 1996 Ron Fellows
- 1997 Tommy Kendall
- 2003 Scott Pruett

### IMSA (fairgrounds)
- 1989 Price Cobb
- 1990 James Weaver

## Vonalvezetés
A Streets of St. Petersburg egy utcán kialakított pálya, melybe a meglévő utak mellé az Albert Whitted Repülőtérből két leszállópályát is belekapcsoltak. A versenyre kilátogatóknak parkolási lehetőséget a Progress Energy Park biztosít.

### Első vonalvezetés
Az 1985-ben Trans-Am által használt vonalvezetése nagyon hasonlít a mostani vonalvezetésre.

### Tropicana Field-i pálya vonalvezetése
A második változat vonalvezetése Tropicana Fielden található vízparttól körülbeűl 1 mérfölddel nyugatra található. A pályának kijelölt utak mentén található stadionban volt parkolási lehetőség a versenyek alatt.

### Harmadik változat
Az új vonalvezetésen az elsőhöz képest annyi a változás, hogy a Central Avenue-nál kanyarodnak el, de nem mennek el olyan messzire mint az első vonalvezetésen. A célegyenes, a pit-lane és a paddock a kifutópályán lett kialakítva. Az Albert Whitted Parkot átépítették, hogy a versenyzőket, csapatokat tudják fogadni.

A pálya vonalvezetése 1985 és 1991 között
A pálya vonalvezetése 1996 és 2000 között
A pálya vonalvezetése 2003 óta

## TV közvetítések
| Szezon | Dátum       | TV közvetítő (amerikai) | Általános kommentátor(ok) | Szakértő kommentátor(ok)        | Box utcai riporter(ek)                      |
| ------ | ----------- | ----------------------- | ------------------------- | ------------------------------- | ------------------------------------------- |
| 2003   | February 23 | Speed Channel           | Bob Varsha                | Tommy Kendall                   | NINCS ADAT                                  |
| 2005   | Április 3.  | ESPN                    | Todd Harris               | Scott Goodyear                  | Jack Arute, Dr. Jerry Punch és Jamie Little |
| 2006   | Április 2.  | ESPN                    | Marty Reid                | Scott Goodyear és Rusty Wallace | Jack Arute, Dr. Jerry Punch és Jamie Little |
| 2007   | Április 1.  | ESPN                    | Marty Reid                | Scott Goodyear                  | Jack Arute, Vince Welch és Brienne Pedigo   |
| 2008   | Április 6.  | ESPN                    | Marty Reid                | Scott Goodyear                  | Jack Arute, Vince Welch és Brienne Pedigo   |
| 2009   | Április 5.  | Versus                  | Bob Jenkins               | Jon Beekhuis és Robbie Buhl     | Jack Arute, Robbie Floyd és Lindy Thackston |
| 2010   | Március 28. | ABC                     | Marty Reid                | Scott Goodyear                  | Jamie Little, Rick DeBruhl és Vince Welch   |
| 2010   | Március 29. | ESPN2                   | Marty Reid                | Scott Goodyear                  | Jamie Little, Rick DeBruhl és Vince Welch   |

## Külső hivatkozások
- Hivatalos weboldal
- City has had false starts with racing
- Vonalvezetések